# Lau Lugur
Lau Lugur is een bestuurslaag in het regentschap Langkat van de provincie Noord-Sumatra, Indonesië. Lau Lugur telt 639 inwoners (volkstelling 2010).